# Óbudai Dohánygyár
Az Óbudai Dohánygyár megszűnt dohányipari üzem volt Budapest III. kerületében..

## Története
A 19. század második felében végbemenő magyar nagyipari fejlődés során számtalan gyár épült Budapest és más magyar városok területén. Nem voltak kivételek a dohánygyárak sem. Az Óbudai Dohánygyár 1893-ban épült fel egyszerű, nyerstégla burkolattal (ipari eklektika) a mai Szentendrei út – Tavasz utca – Polgár utca által  közrefogott telken. Tervezője valószínűleg Zobel Lajos volt. Termelési nagyságát mutatja, hogy nem sokkal megnyitása után már napi (!) 450.000 cigarettát és körülbelül 2000 csomag pipadohányt állítottak elő benne a foglalkoztatott 500 férfi és 30 női munkás.
A gyár 57 éven keresztül működött. 1950-ben államosították és megszüntették. Az épületbe 1957-ben a Budapesti Rádiótechnikai Gyár (BRG) költözött be. A komplexumot az ezredforduló után felújították, 2008-tól Flórián Udvar Irodaházként működik.

## Régi térképábrázolások
- 1895-ös Budapest térkép
- 1903-as Budapest térkép
- 1908-as Budapest térkép
- 1937-es Budapest térkép
- 1945-ös Budapest térkép

## Képtár

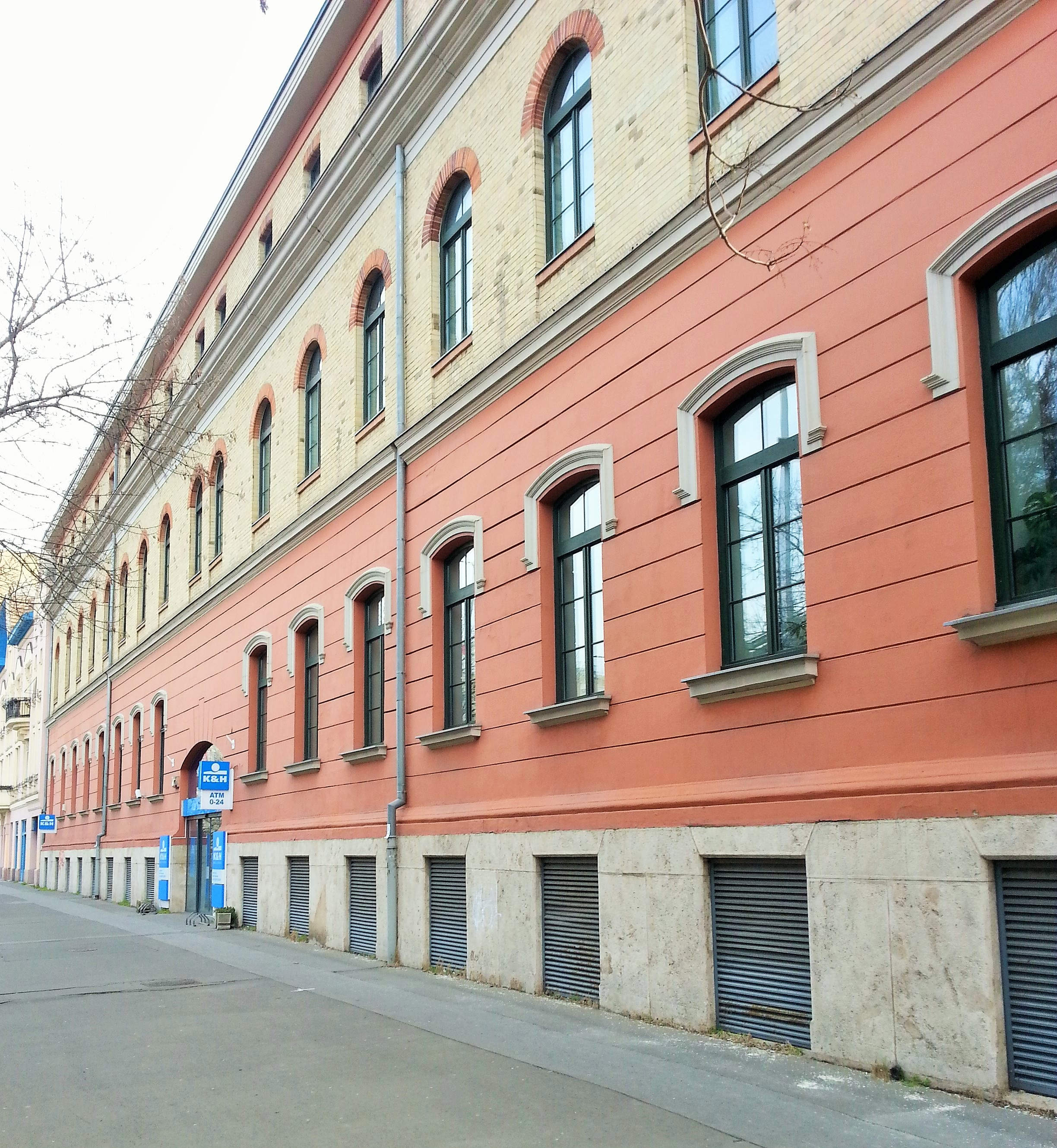
Szentendrei úti oldali homlokzat
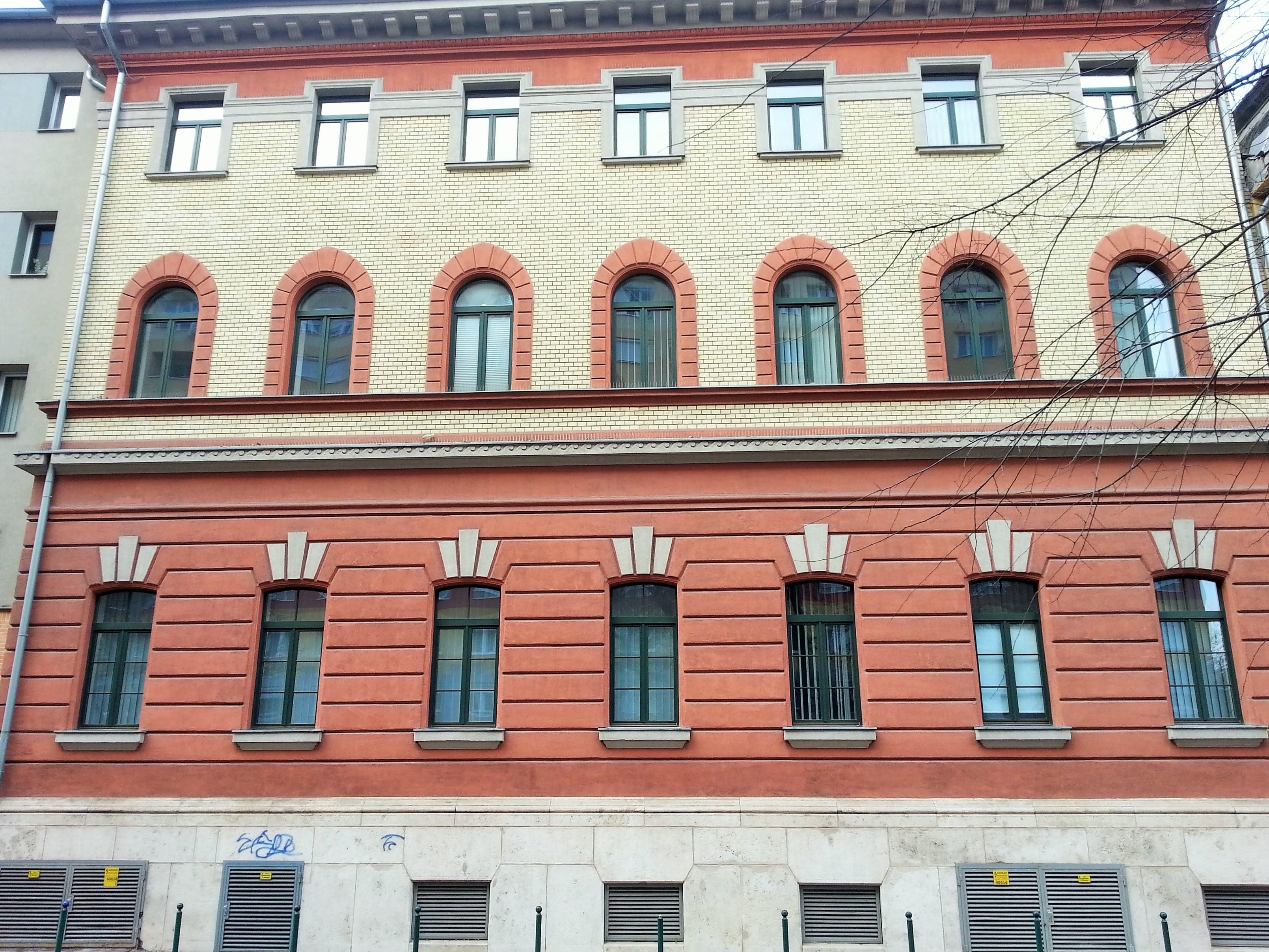
Polgár utcai oldali homlokzat
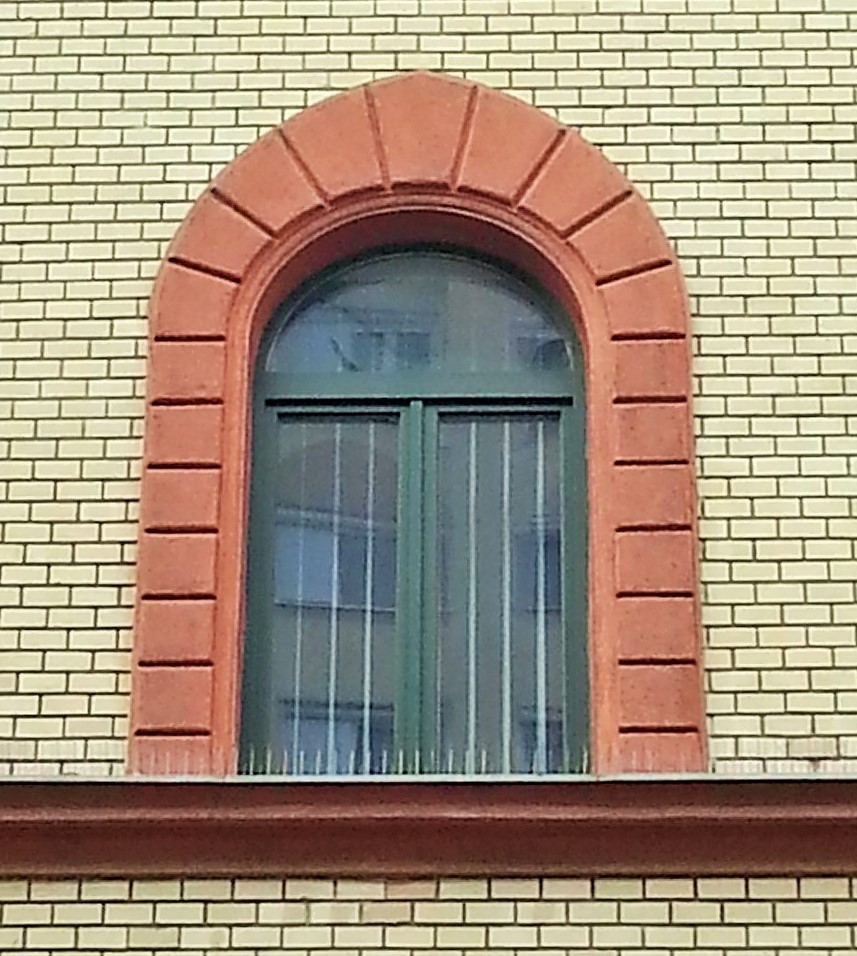
részletek
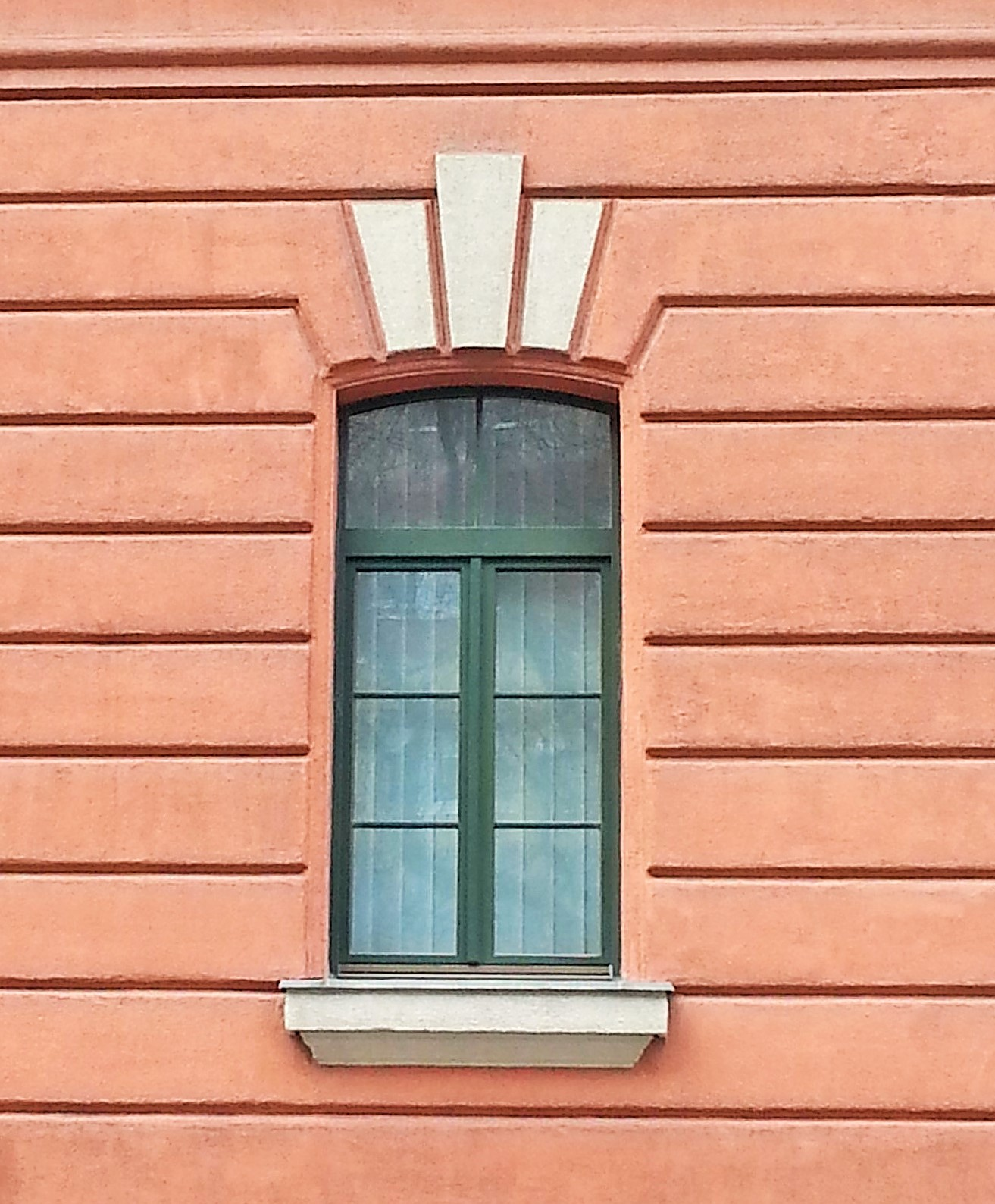
részletek
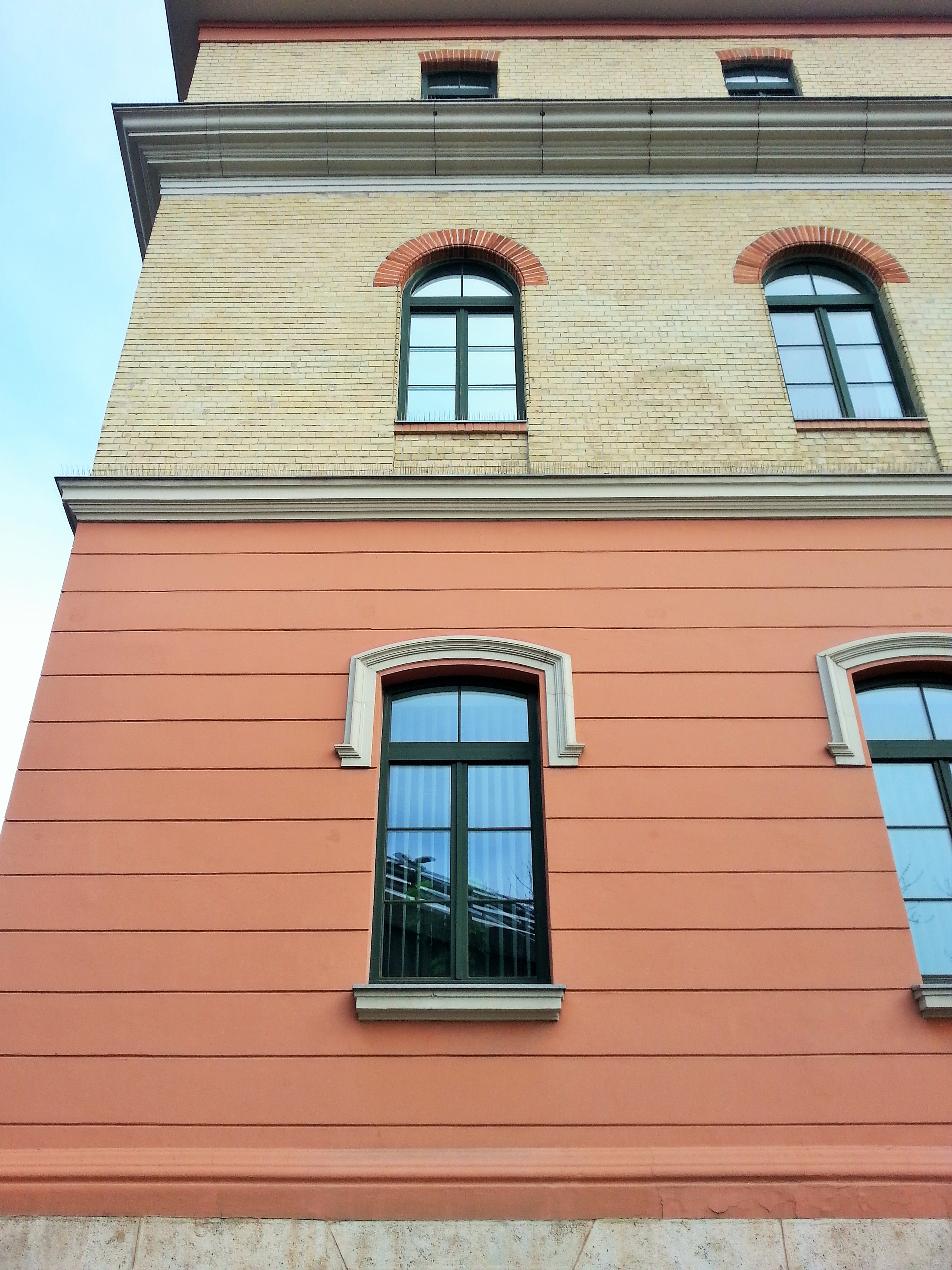
részletek
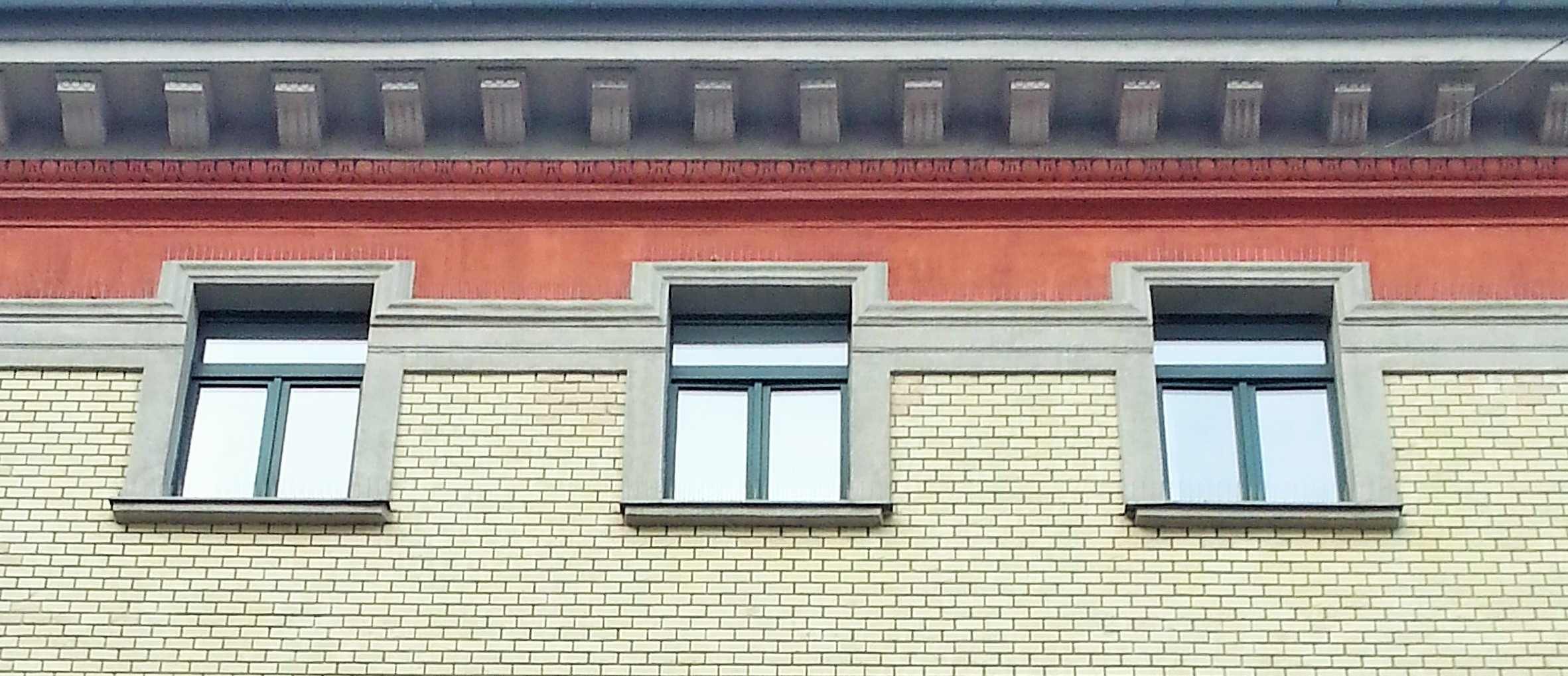
részletek